# 28 juillet aux Jeux olympiques d'été de 2020
Navigation
Juillet :
- 21
- 22
- 23
- 24
- 25
- 26
- 27
- 28
- 29
- 30
- 31

Août : 
- 1er
- 2
- 3
- 4
- 5
- 6
- 7
- 8

Le mercredi 28 juillet aux Jeux olympiques d'été de 2020 est le huitième jour de compétition.

## Programme
| Heure UTC+09:00 (Japon)                       |               |
| bleu                                          | Cérémonie     |
| neutre                                        | Épreuve       |
| or                                            | Finale        |
| orange                                        | Petite finale |
| rose                                          | Reporté       |
| gris                                          | Annulé        |
| Compétition masculine                         | Hommes        |
| Compétition féminine                          | Femmes        |
| Compétition mixte (hommes et femmes mélangés) | Mixte         |
| Compétition en couple (1 homme et 1 femme)    | Couple        |
| modifier                                      |               |

| Horaire | Discipline Spécialité | Discipline Spécialité                              | Discipline Spécialité                         | Phase                                    | Résultats | Références |
| ------- | --------------------- | -------------------------------------------------- | --------------------------------------------- | ---------------------------------------- | --- | ---------- |
| 8 h 30  |                       | Aviron Deux de couple                              | Compétition femmes                            | Finale B                                 | - | -          |
| 8 h 30  |                       | Aviron Deux de couple                              | Compétition hommes                            | Finale B                                 | - | -          |
| 8 h 30  |                       | Aviron Quatre sans barreur                         | Compétition femmes                            | Finale B                                 | - | -          |
| 8 h 30  |                       | Aviron Quatre sans barreur                         | Compétition hommes                            | Finale B                                 | - | -          |
| 8 h 30  |                       | Aviron Deux de couple                              | Compétition femmes                            | Finale                                   | Nicoleta-Ancuța Bodnar et Simona Radiș · Brooke Donoghue et Hannah Osborne · Roos de Jong et Lisa Scheenaard                                                                                             |            |
| 8 h 30  |                       | Aviron Deux de couple                              | Compétition hommes                            | Finale                                   | Matthieu Androdias et Hugo Boucheron · Stef Broenink et Melvin Twellaar · Zhang Liang et Liu Zhiyu | [ 1 ]      |
| 8 h 30  |                       | Aviron Quatre de couple                            | Compétition femmes                            | Finale                                   | Chen Yunxia, Zhang Ling, Lyu Yang et Cui Xiaotong · Agnieszka Kobus-Zawojska, Marta Wieliczko, Maria Sajdak et Katarzyna Zillmann · Ria Thompson, Rowena Meredith, Harriet Hudson et Caitlin Cronin      |            |
| 8 h 30  |                       | Aviron Quatre de couple                            | Compétition hommes                            | Finale                                   | Lucas Theodoor Dirk Uittenbogaard, Abe Wiersma, Tone Wieten et Koen Metsemakers · Harry Leask, Angus Groom, Tom Barras et Jack Beaumont · Jack Cleary, Caleb Antill, Cameron Girdlestone et Luke Letcher |            |
| 8 h 30  |                       | Aviron Huit                                        | Compétition femmes                            | Repêchages                               | - | -          |
| 8 h 30  |                       | Aviron Huit                                        | Compétition hommes                            | Repêchages                               | - | -          |
| 8 h 30  |                       | Aviron Skiff                                       | Compétition femmes                            | Demi-finale A/B                          | - | -          |
| 8 h 30  |                       | Aviron Skiff                                       | Compétition hommes                            | Demi-finale A/B                          | - | -          |
| 9 h     |                       | Badminton Simple                                   | Compétition femmes                            | Phase de groupe                          | - | -          |
| 9 h     |                       | Badminton Double mixte                             | Compétition mixte (hommes et femmes ensemble) | 1/4 de finale                            | - | -          |
| 9 h     |                       | Beach-volley Tournoi masculin                      | Compétition hommes                            | Phase de groupes                         | - | -          |
| 9 h     |                       | Beach-volley Tournoi féminin                       | Compétition femmes                            | Phase de groupes                         | - | -          |
| 9 h     |                       | Handball Tournoi masculin                          | Compétition hommes                            | Tour préliminaire Groupe B               | Danemark 31-21 Bahreïn |            |
| 9 h     |                       | Rugby à sept Tournoi masculin                      | Compétition hommes                            | Match de classement (11e/12e place)      | Corée du Sud 19 - 31 Japon |            |
| 9 h     |                       | Tir Trap                                           | Compétition hommes                            | Qualifications                           | - | -          |
| 9 h     |                       | Tir Trap                                           | Compétition femmes                            | Qualifications                           | - | -          |
| 9 h     |                       | Volley-ball Tournoi masculin                       | Compétition hommes                            | Tour préliminaire Groupe A               | Canada 3-0 Iran |            |
| 9 h 30  |                       | Hockey sur gazon Tournoi féminin                   | Compétition femmes                            | Tour préliminaire Groupe A               | Pays-Bas 5-0 Afrique du Sud |            |
| 9 h 30  |                       | Rugby à sept Tournoi masculin                      | Compétition hommes                            | Match de classement (9e/10e place)       | Irlande 0 - 22 Kenya |            |
| 9 h 30  |                       | Tir à l'arc Individuel                             | Compétition hommes                            | 32e de finale                            | - | -          |
| 9 h 30  |                       | Tir à l'arc Individuel                             | Compétition hommes                            | 16e de finale                            | - | -          |
| 9 h 30  |                       | Tir à l'arc Individuel                             | Compétition femmes                            | 32e de finale                            | - | -          |
| 9 h 30  |                       | Tir à l'arc Individuel                             | Compétition femmes                            | 16e de finale                            | - | -          |
| 10 h    |                       | Basket-ball Tournoi masculin                       | Compétition hommes                            | Tour préliminaire Groupe B               | Nigeria 92-99 Allemagne |            |
| 10 h    |                       | Escrime Sabre par équipes                          | Compétition hommes                            | 8e de finale                             | - | -          |
| 10 h    |                       | Escrime Sabre par équipes                          | Compétition hommes                            | 1/4 de finale                            | - | -          |
| 10 h    |                       | Escrime Sabre par équipes                          | Compétition hommes                            | Demi-finale de classement (5e-8e places) | - | -          |
| 10 h    |                       | Escrime Sabre par équipes                          | Compétition hommes                            | Demi-finale                              | - | -          |
| 10 h    |                       | Escrime Sabre par équipes                          | Compétition hommes                            | Finale de classement (5e-8e places)      | - | -          |
| 10 h    |                       | Hockey sur gazon Tournoi féminin                   | Compétition femmes                            | Tour préliminaire Groupe A               | Grande-Bretagne 4-1 Inde |            |
| 10 h    |                       | Rugby à sept Tournoi masculin                      | Compétition hommes                            | Demi-finale de classement (5e/8e place)  | États-Unis 14-21 Canada |            |
| 10 h    |                       | Tennis de table Simple messieurs                   | Compétition hommes                            | 1/4 de finale                            | - | -          |
| 10 h    |                       | Tennis de table Simple dames                       | Compétition femmes                            | 1/4 de finale                            | - | -          |
| 10 h 30 |                       | Natation 100 m nage libre                          | Compétition hommes                            | Demi-finale                              | - | -          |
| 10 h 30 |                       | Natation 200 m nage libre                          | Compétition femmes                            | Finale                                   | Ariarne Titmus · Siobhan Bernadette Haughey · Penny Oleksiak |            |
| 10 h 30 |                       | Natation 200 m papillon                            | Compétition hommes                            | Finale                                   | Kristóf Milák · Tomoru Honda · Federico Burdisso |            |
| 10 h 30 |                       | Natation 200 m papillon                            | Compétition femmes                            | Demi-finale                              | - | -          |
| 10 h 30 |                       | Natation 200 m brasse                              | Compétition hommes                            | Demi-finale                              | - | -          |
| 10 h 30 |                       | Natation 200 m 4 nages                             | Compétition femmes                            | Finale                                   | Yui Ōhashi · Alex Walsh · Kate Douglass |            |
| 10 h 30 |                       | Natation 1 500 m nage libre                        | Compétition femmes                            | Finale                                   | Katie Ledecky · Erica Sullivan · Sarah Köhler |            |
| 10 h 30 |                       | Natation Relais 4 × 200 m nage libre               | Compétition hommes                            | Finale                                   | Tom Dean, James Guy, Matthew Richards et Duncan Scott · Martin Malyutin, Ivan Girev, Evgeny Rylov et Mikhail Dovgalyuk · Alexander Graham, Kyle Chalmers, Zac Incerti et Thomas Neill                    |            |
| 10 h 30 |                       | Rugby à sept Tournoi masculin                      | Compétition hommes                            | Demi-finale de classement (5e/8e place)  | Afrique du Sud 22-19 Australie |            |
| 11 h    |                       | Boxe Poids plumes (moins de 57 kg)                 | Compétition femmes                            | 1/4 de finale                            | - | -          |
| 11 h    |                       | Boxe Poids moyens (moins de 75 kg)                 | Compétition femmes                            | 8e de finale                             | - | -          |
| 11 h    |                       | Boxe Poids plumes (moins de 57 kg)                 | Compétition hommes                            | 8e de finale                             | - | -          |
| 11 h    |                       | Boxe Poids mi-lourds (moins de 81 kg)              | Compétition hommes                            | 8e de finale                             | - | -          |
| 11 h    |                       | Handball Tournoi masculin                          | Compétition hommes                            | Tour préliminaire Groupe B               | Suède 29-28 Portugal |            |
| 11 h    |                       | Judo Moins de 70 kg                                | Compétition femmes                            | 8e de finale                             | - | -          |
| 11 h    |                       | Judo Moins de 70 kg                                | Compétition femmes                            | 1/4 de finale                            | - | -          |
| 11 h    |                       | Judo Moins de 90 kg                                | Compétition hommes                            | 8e de finale                             | - | -          |
| 11 h    |                       | Judo Moins de 90 kg                                | Compétition hommes                            | 1/4 de finale                            | - | -          |
| 11 h    |                       | Rugby à sept Tournoi masculin                      | Compétition hommes                            | Demi-finale                              | Nouvelle-Zélande 29-7 Grande-Bretagne |            |
| 11 h    |                       | Tennis Simple                                      | Compétition hommes                            | 3e tour                                  | - | -          |
| 11 h    |                       | Tennis Simple                                      | Compétition femmes                            | 1/4 de finale                            | - | -          |
| 11 h    |                       | Tennis Double                                      | Compétition hommes                            | Demi-finale                              | - | -          |
| 11 h    |                       | Tennis Double                                      | Compétition femmes                            | 1/4 de finale                            | - | -          |
| 11 h    |                       | Tennis Double                                      | Compétition mixte (hommes et femmes ensemble) | 1er tour                                 | - | -          |
| 11 h 5  |                       | Volley-ball Tournoi masculin                       | Compétition hommes                            | Tour préliminaire Groupe B               | États-Unis 3-1 Tunisie |            |
| 11 h 30 |                       | Cyclisme Contre-la-montre                          | Compétition femmes                            | Finale                                   | Annemiek van Vleuten · Marlen Reusser · Anna van der Breggen | [ 2 ]      |
| 11 h 30 |                       | Rugby à sept Tournoi masculin                      | Compétition hommes                            | Demi-finale                              | Argentine 14-24 Fidji |            |
| 11 h 45 |                       | Hockey sur gazon Tournoi féminin                   | Compétition femmes                            | Tour préliminaire Groupe B               | Nouvelle-Zélande 1-2 Espagne |            |
| 12 h    |                       | Baseball Tournoi masculin                          | Compétition hommes                            | Tour préliminaire Groupe A               | République dominicaine 3-4 Japon |            |
| 12 h    |                       | Voile RS:X                                         | Compétition hommes                            | Manche 3                                 | - | -          |
| 12 h    |                       | Voile RS:X                                         | Compétition femmes                            | Manche 3                                 | - | -          |
| 12 h    |                       | Voile Finn                                         | Compétition hommes                            | Manche 2                                 | - | -          |
| 12 h    |                       | Voile 470                                          | Compétition hommes                            | Manche 1                                 | - | -          |
| 12 h    |                       | Voile 470                                          | Compétition femmes                            | Manche 1                                 | - | -          |
| 12 h    |                       | Voile 49er                                         | Compétition hommes                            | Manche 2                                 | - | -          |
| 12 h    |                       | Voile 49er                                         | Compétition femmes                            | Manche 2                                 | - | -          |
| 12 h    |                       | Voile Nacra 17                                     | Compétition mixte (hommes et femmes ensemble) | Manche 1                                 | - | -          |
| 12 h 15 |                       | Hockey sur gazon Tournoi féminin                   | Compétition femmes                            | Tour préliminaire Groupe A               | Allemagne 4-2 Irlande |            |
| 13 h    |                       | Canoë-kayak (slalom) C1                            | Compétition femmes                            | Séries                                   | - | -          |
| 13 h    |                       | Canoë-kayak (slalom) K1                            | Compétition hommes                            | Séries                                   | - | -          |
| 13 h 40 |                       | Basket-ball Tournoi masculin                       | Compétition hommes                            | Tour préliminaire Groupe A               | États-Unis 120-66 Iran |            |
| 13 h 50 |                       | Haltérophilie Moins de 73 kg (groupe B)            | Compétition hommes                            | Tour de compétition                      | - | -          |
| 14 h    |                       | Cyclisme Contre-la-montre                          | Compétition hommes                            | Finale                                   | Primož Roglič · Tom Dumoulin · Rohan Dennis | [ 3 ]      |
| 14 h    |                       | Water-polo Tournoi féminin                         | Compétition femmes                            | Tour préliminaire Groupe A               | Canada 21-1 Afrique du Sud |            |
| 14 h 15 |                       | Handball Tournoi masculin                          | Compétition hommes                            | Tour préliminaire Groupe B               | Japon 29-33 Égypte |            |
| 14 h 20 |                       | Volley-ball Tournoi masculin                       | Compétition hommes                            | Tour préliminaire Groupe B               | Argentine 3-2 France |            |
| 15 h    |                       | Beach-volley Tournoi masculin                      | Compétition hommes                            | Phase de groupes                         | - | -          |
| 15 h    |                       | Beach-volley Tournoi féminin                       | Compétition femmes                            | Phase de groupes                         | - | -          |
| 15 h    |                       | Plongeon Tremplin à 3 m synchronisé                | Compétition hommes                            | Finale                                   | Shi Tingmao et Wang Han · Jennifer Abel et Mélissa Citrini-Beaulieu · Lena Hentschel et Tina Punzel |            |
| 15 h    |                       | Tennis de table Simple messieurs                   | Compétition hommes                            | 1/4 de finale                            | - | -          |
| 15 h    |                       | Tennis de table Simple dames                       | Compétition femmes                            | 1/4 de finale                            | - | -          |
| 15 h 30 |                       | Water-polo Tournoi féminin                         | Compétition femmes                            | Tour préliminaire Groupe A               | Pays-Bas 14-13 Espagne |            |
| 16 h    |                       | Tir à l'arc Individuel                             | Compétition hommes                            | 32e de finale                            | - | -          |
| 16 h    |                       | Tir à l'arc Individuel                             | Compétition hommes                            | 16e de finale                            | - | -          |
| 16 h    |                       | Tir à l'arc Individuel                             | Compétition femmes                            | 32e de finale                            | - | -          |
| 16 h    |                       | Tir à l'arc Individuel                             | Compétition femmes                            | 16e de finale                            | - | -          |
| 16 h 15 |                       | Handball Tournoi masculin                          | Compétition hommes                            | Tour préliminaire Groupe A               | Norvège 27-23 Argentine |            |
| 16 h 25 |                       | Volley-ball Tournoi masculin                       | Compétition hommes                            | Tour préliminaire Groupe A               | Pologne 3-1 Venezuela |            |
| 16 h 30 |                       | Rugby à sept Tournoi masculin                      | Compétition hommes                            | Match de classement (7e/8e place)        | Canada 7-26 Australie |            |
| 17 h    |                       | Basket-ball à trois Tournoi féminin                | Compétition femmes                            | Demi-finale                              | États-Unis 18-16 France |            |
| 17 h    |                       | Boxe Poids plumes (moins de 81 kg)                 | Compétition femmes                            | 1/4 de finale                            | - | -          |
| 17 h    |                       | Boxe Poids moyens (moins de 75 kg)                 | Compétition femmes                            | 8e de finale                             | - | -          |
| 17 h    |                       | Boxe Poids plumes (moins de 57 kg)                 | Compétition hommes                            | 8e de finale                             | - | -          |
| 17 h    |                       | Boxe Poids mi-lourds (moins de 81 kg)              | Compétition hommes                            | 8e de finale                             | - | -          |
| 17 h    |                       | Football Tournoi masculin                          | Compétition hommes                            | Tour préliminaire Groupe D               | Arabie saoudite 1-3 Brésil |            |
| 17 h    |                       | Football Tournoi masculin                          | Compétition hommes                            | Tour préliminaire Groupe D               | Allemagne 1-1 Côte d'Ivoire |            |
| 17 h    |                       | Judo Moins de 70 kg                                | Compétition femmes                            | Repêchages                               | - | -          |
| 17 h    |                       | Judo Moins de 70 kg                                | Compétition femmes                            | Demi-finale                              | - | -          |
| 17 h    |                       | Judo Moins de 80 kg                                | Compétition hommes                            | Repêchages                               | - | -          |
| 17 h    |                       | Judo Moins de 80 kg                                | Compétition hommes                            | Demi-finale                              | - | -          |
| 17 h    |                       | Judo Moins de 70 kg                                | Compétition femmes                            | Finale                                   | Chizuru Arai · Michaela Polleres · Madina Taimazova / Sanne van Dijke |            |
| 17 h    |                       | Judo Moins de 90 kg                                | Compétition hommes                            | Finale                                   | Lasha Bekauri · Eduard Trippel · Davlat Bobonov / Krisztián Tóth |            |
| 17 h    |                       | Rugby à sept Tournoi masculin                      | Compétition hommes                            | Match de classement (5e/6e place)        | États-Unis 7-28 Afrique du Sud |            |
| 17 h 20 |                       | Basket-ball Tournoi masculin                       | Compétition hommes                            | Tour préliminaire Groupe B               | Italie 83-86 Australie |            |
| 17 h 30 |                       | Basket-ball à trois Tournoi masculin               | Compétition hommes                            | Demi-finale                              | Serbie 10-21 ROC |            |
| 17 h 30 |                       | Équitation Dressage individuel                     | Compétition mixte (hommes et femmes ensemble) | Finale                                   | Jessica von Bredow-Werndl · Isabell Werth · Charlotte Dujardin |            |
| 17 h 30 |                       | Football Tournoi masculin                          | Compétition hommes                            | Tour préliminaire Groupe B               | Roumanie 0-0 Nouvelle-Zélande |            |
| 17 h 30 |                       | Football Tournoi masculin                          | Compétition hommes                            | Tour préliminaire Groupe B               | Corée du Sud 6-0 Honduras |            |
| 17 h 30 |                       | Rugby à sept Tournoi masculin                      | Compétition hommes                            | Petite finale                            | Grande-Bretagne 12-17 Argentine |            |
| 18 h    |                       | Badminton Simple                                   | Compétition hommes                            | Phase de groupe                          | - | -          |
| 18 h    |                       | Rugby à sept Tournoi masculin                      | Compétition hommes                            | Finale                                   | Nouvelle-Zélande 12-27 Fidji |            |
| 18 h 10 |                       | Basket-ball à trois Tournoi féminin                | Compétition femmes                            | Demi-finale                              | ROC 21-14 Chine |            |
| 18 h 20 |                       | Water-polo Tournoi féminin                         | Compétition femmes                            | Tour préliminaire Groupe B               | Chine 16-11 Japon |            |
| 18 h 30 |                       | Escrime Sabre par équipes                          | Compétition hommes                            | Finale                                   | Corée du Sud · Italie · Hongrie |            |
| 18 h 30 |                       | Hockey sur gazon Tournoi féminin                   | Compétition femmes                            | Tour préliminaire Groupe B               | Japon 0-1 Australie |            |
| 18 h 40 |                       | Basket-ball à trois Tournoi masculin               | Compétition hommes                            | Demi-finale                              | Belgique 8-21 Lettonie |            |
| 19 h    |                       | Hockey sur gazon Tournoi féminin                   | Compétition femmes                            | Tour préliminaire Groupe B               | Argentine 3-2 Chine |            |
| 19 h    |                       | Natation 100 m nage libre                          | Compétition femmes                            | Séries                                   | - | -          |
| 19 h    |                       | Natation 200 m dos                                 | Compétition hommes                            | Séries                                   | - | -          |
| 19 h    |                       | Natation 200 m brasse                              | Compétition femmes                            | Séries                                   | - | -          |
| 19 h    |                       | Natation 200 m 4 nages                             | Compétition hommes                            | Séries                                   | - | -          |
| 19 h    |                       | Natation Relais 4 × 200 m nage libre               | Compétition hommes                            | Séries                                   | - | -          |
| 19 h 15 |                       | Gymnastique artistique Concours général individuel | Compétition hommes                            | Finale                                   | Daiki Hashimoto · Xiao Ruoteng · Nikita Nagornyy | [ 4 ]      |
| 19 h 30 |                       | Handball Tournoi masculin                          | Compétition hommes                            | Tour préliminaire Groupe A               | Brésil 25-32 Espagne |            |
| 19 h 40 |                       | Volley-ball Tournoi masculin                       | Compétition hommes                            | Tour préliminaire Groupe A               | Japon 1-3 Italie |            |
| 19 h 50 |                       | Haltérophilie Moins de 73 kg (groupe A)            | Compétition hommes                            | Finale                                   | Shi Zhiyong · Julio Mayora · Rahmat Erwin Abdullah |            |
| 19 h 50 |                       | Water-polo Tournoi féminin                         | Compétition femmes                            | Tour préliminaire Groupe B               | Hongrie 10-9 États-Unis |            |
| 20 h    |                       | Beach-volley Tournoi masculin                      | Compétition hommes                            | Phase de groupes                         | - | -          |
| 20 h    |                       | Beach-volley Tournoi féminin                       | Compétition femmes                            | Phase de groupes                         | - | -          |
| 20 h    |                       | Football Tournoi masculin                          | Compétition hommes                            | Tour préliminaire Groupe C               | Australie 0-2 Égypte |            |
| 20 h    |                       | Football Tournoi masculin                          | Compétition hommes                            | Tour préliminaire Groupe C               | Espagne 1-1 Argentine |            |
| 20 h    |                       | Tennis de table Simple messieurs                   | Compétition hommes                            | 1/4 de finale                            | - | -          |
| 20 h 30 |                       | Football Tournoi masculin                          | Compétition hommes                            | Tour préliminaire Groupe A               | France 0-4 Japon | [ 5 ]      |
| 20 h 30 |                       | Football Tournoi masculin                          | Compétition hommes                            | Tour préliminaire Groupe A               | Afrique du Sud 0-3 Mexique |            |
| 20 h 45 |                       | Basket-ball à trois Tournoi féminin                | Compétition femmes                            | Petite finale                            | France 14-16 Chine |            |
| 20 h 45 |                       | Hockey sur gazon Tournoi masculin                  | Compétition hommes                            | Tour préliminaire Groupe A               | Japon 1-4 Espagne |            |
| 21 h    |                       | Basket-ball Tournoi masculin                       | Compétition hommes                            | Tour préliminaire Groupe A               | Tchéquie 77-97 France | [ 6 ]      |
| 21 h 15 |                       | Basket-ball à trois Tournoi masculin               | Compétition hommes                            | Petite finale                            | Serbie 21-10 Belgique |            |
| 20 h 45 |                       | Hockey sur gazon Tournoi masculin                  | Compétition hommes                            | Tour préliminaire Groupe A               | Australie 4-2 Nouvelle-Zélande |            |
| 21 h 30 |                       | Handball Tournoi masculin                          | Compétition hommes                            | Tour préliminaire Groupe A               | France 30-29 Allemagne | [ 7 ]      |
| 21 h 45 |                       | Volley-ball Tournoi masculin                       | Compétition hommes                            | Tour préliminaire Groupe B               | Brésil 0-3 ROC |            |
| 21 h 55 |                       | Basket-ball à trois Tournoi féminin                | Compétition femmes                            | Finale                                   | États-Unis 18-15 ROC |            |
| 22 h 25 |                       | Basket-ball à trois Tournoi masculin               | Compétition hommes                            | Finale                                   | ROC 18-21 Lettonie |            |

## Tableaux des médailles
| Rang  | Nation           | Or | Argent | Bronze | Total |
| ----- | ---------------- | -- | ------ | ------ | ----- |
| 1     | Chine            | 3  | 1      | 2      | 6     |
| 2     | Japon            | 3  | 1      |        | 4     |
| 3     | Pays-Bas         | 2  | 2      | 3      | 7     |
| 4     | États-Unis       | 2  | 2      | 1      | 5     |
| 5     | Allemagne        | 1  | 2      | 2      | 5     |
| 6     | Grande-Bretagne  | 1  | 1      | 1      | 3     |
| 7     | Australie        | 1  |        | 4      | 5     |
| 8     | Hongrie          | 1  |        | 2      | 3     |
| 9     | Corée du Sud     | 1  |        |        | 1     |
| 9     | Fidji            | 1  |        |        | 1     |
| 9     | France           | 1  |        |        | 1     |
| 9     | Géorgie          | 1  |        |        | 1     |
| 9     | Lettonie         | 1  |        |        | 1     |
| 9     | Roumanie         | 1  |        |        | 1     |
| 9     | Slovénie         | 1  |        |        | 1     |
| 16    | ROC              |    | 3      | 2      | 5     |
| 17    | Nouvelle-Zélande |    | 2      |        | 2     |
| 18    | Canada           |    | 1      | 1      | 2     |
| 18    | Italie           |    | 1      | 1      | 2     |
| 20    | Autriche         |    | 1      |        | 1     |
| 20    | Hong Kong        |    | 1      |        | 1     |
| 20    | Pologne          |    | 1      |        | 1     |
| 20    | Suisse           |    | 1      |        | 1     |
| 20    | Venezuela        |    | 1      |        | 1     |
| 25    | Argentine        |    |        | 1      | 1     |
| 25    | Indonésie        |    |        | 1      | 1     |
| 25    | Serbie           |    |        | 1      | 1     |
| 25    | Ouzbékistan      |    |        | 1      | 1     |
| Total | Total            | 21 | 21     | 23     | 65    |

| Rang  | Nation          | Or | Argent | Bronze | Total |
| ----- | --------------- | -- | ------ | ------ | ----- |
| 1     | Japon           | 13 | 4      | 5      | 22    |
| 2     | Chine           | 12 | 6      | 9      | 27    |
| 3     | États-Unis      | 11 | 8      | 8      | 27    |
| 4     | ROC             | 7  | 11     | 5      | 23    |
| 5     | Grande-Bretagne | 5  | 6      | 5      | 16    |
| …     |                 |    |        |        |       |
| Total | Total           | 92 | 92     | 110    | 294   |